# Érik Boisse
Érik Boisse, född den 14 mars 1980 i Clichy, Frankrike, är en fransk fäktare som tog OS-guld i herrarnas lagtävling i värja i samband med de olympiska fäktningstävlingarna 2004 i Aten.